# Campionat britànic de trial 1982
La temporada de 1982 del Campionat britànic de trial fou la 33a edició d'aquest campionat, organitzat per l'ACU. El calendari oficial constava de 10 proves puntuables, celebrades entre el 21 de febrer i el 16 d'octubre.
Aquella temporada, el finlandès Yrjö Vesterinen va esdevenir el primer no britànic a guanyar el campionat, una fita que a data del 2023 no ha repetit ningú més. Vesterinen, triple Campió del món, s'havia establert aquell any a casa dels seus sogres a West Byfleet, Surrey, on residia amb la seva xicota Diane i s'havia tret la llicència britànica per tal de seguir el campionat, aleshores el més prestigiós d'aquest esport després del mundial. El finlandès abandonà pràcticament la competició internacional per tal de centrar-se en el campionat britànic, on competia amb el patrocini de l'importador de Bultaco al Regne Unit, Comerfords.
El campionat britànic de 1982 fou molt renyit i Vesterinen va tenir una forta oposició dels asos locals, especialment de Martin Lampkin i Malcolm Rathmell, però també de John Reynolds, Nigel Birkett i les joves promeses Steve Saunders i John Lampkin. A la primera prova, el Colmore Cup Trial, va imposar-se al local Saunders per un petit marge. Després va guanyar les tres proves següents, la Cotswold cup (20 de març), el Kickham Trial (21 de març) i el Cleveland Trial (28 de març). A la cinquena prova, el Dave Rowland Trial del 4 de juliol, va quedar-hi en cinquena posició (el seu pitjor resultat de la temporada), però a la següent, l'Allan Jefferies Trophy de l'11 de juliol, va ser-hi segon. Va obtenir la seva cinquena victòria a la setena prova del campionat, el Hillsborough Trial de l'u d'agost. El 26 de setembre tornà a ser segon a la vuitena prova, el Travers Trophy. Vesterinen es va proclamar finalment campió a la penúltima prova del campionat, el President's Trial del 3 d'octubre, on acabà quart.

## Classificació final
| Posició | Pilot            | Motocicleta | Punts |
| ------- | ---------------- | ----------- | ----- |
| 1       | Yrjö Vesterinen  | Bultaco     | 113   |
| 2       | Martin Lampkin   | SWM         | ?     |
| 3       | Malcolm Rathmell | Montesa     | ?     |
| 4       | ?                | ?           | ?     |
| 5       | ?                | ?           | ?     |
| 6       | ?                | ?           | ?     |
| 7       | ?                | ?           | ?     |
| 8       | ?                | ?           | ?     |
| 9       | ?                | ?           | ?     |
| 10      | ?                | ?           | ?     |

1. ↑  Es mostra el total de punts acumulats fins a la penúltima prova inclosa.